# 2024년 인도네시아 지방 선거법 시위
2024년 인도네시아 지방 선거법 시위 또는 인도네시아 긴급 경보(인도네시아어: Peringatan Darurat Indonesia) 또는 인도네시아 민주주의 비상사태(인도네시아어: Indonesia Darurat Demokrasi)는 인도네시아 지방선거를 규제하기 위한 헌법재판소의 판결과 권력에 반하는 지역구 대표 선거(pilkada) 법안 초안을 작성한 인민대표의회에 반대하는 학생들이 주도한 공개 집회로, 2024년 인도네시아에서 일어났다.
이와 관련된 해시태그 #KawalPutusanMK or #KawalKeputusanMK (MK의 판정을 호위하여라), #TolakPolitikDinasti (정치가문을 퇴짜 놓아라), 그리고 #TolakPilkadaAkal2an (기만하는 지방선거를 퇴짜 놓아라)는 소셜 미디어에서 화제가 되었다. 해당 온라인 운동은 2024년 8월 22일에 사람들이 거리에서 불만을 표하는 전국적인 시위가 됨으로써 절정을 달하였다.

## 배경

### 인도네시아의 법과 선거법
인도네시아 법 중 주요 법은 다양한 형태로 표현되며, 2011년 제12법령에 따라 특정한 계층적인 질서를 따르고 있다. 이것은 수차례 증보개정되었으며, 가장 최근에 개정된 것은 2022년 제13법령이다. 각 법이 가진 권력은 이러한 질서에 따라 달라지며, 인도네시아 법 중 가장 높은 단계의 법은 인도네시아 헌법이다. 이렇게 계층을 따르는 법 외에도 여러 형태의 법이 있으나, 상위에 있는 법에 의하여 명을 받거나, 다른 법에 의한 권한을 가졌을 때 구속력을 가진다. 주된 법 중 하나는 법령이고, 또 다른 하나는 선거관리법(Peraturan KPU)이다.
2017년부터 인도네시아의 공직 선거는 대통령과 입법직에 관련되고 '일반선거법'이라 불리는, 2017년 제7법령과 주지사와 시장 등 지역적인 총수와 관련되었으며 '지역선거법'이라 불리는 2015년 제1법령으로 구성된 두 개의 법령에 따라 관리되며, 두 개의 법령 모두 지속적으로 개정되고 있다. 이러한 법을 시행하는 것과 관련된 추가적인 조항은 다양한 법을 통하여 관리되고 있으며, 주로 일반선거관리법으로 관리되고 있다.
인도네시아에서 법을 개정하는 방법으로는 인도네시아 최고재판소 및 인도네시아의 헌법재판소를 통한 것이 있다. 인도네시아 헌법재판소는 법령이 인도네시아 헌법에 대한 위헌인지 확인하며, 법령에 관한 법이 특정한 법령을 위반하는지 검사하는 일을 최고재판소가 담당하고 있다.

### 2023년 10월 헌법재판소 판결
기브란 라카부밍 라카(조코 위도도 대통령의 아들)의 팬을 자칭하던 알마스 차킵비루(Almas Tsaqibbirru)가 제기한 사건번호 90/PUU-XXI/2023에 따른 결과로 인도네시아 헌법재판소는 일반선거법(2017년 제7법령) 을 40세 미만인 사람이 공직에 재직되어 있거나, 재직한 적이 있는 경우 혹은 선거를 통해 선출되는 공직을 맡은 적 있는 경우(지역 대표자 선거 포함)에 한하여 대통령 및 부통령이 될 수 있도록 허가되었다. 당시 36세이며 수라카르타의 시장이었던 기브란은 이러한 것이 허가되어 등록 기간이 시작되기도 3일 전에 2024년 인도네시아 대통령 선거에서 부통령 후보로 참여할 수 있었다. 이 판결은 당시 대법원장인 안와르 우스만이 조코 위도도 대통령의 사위이자, 기브란의 고모부였기 때문에 비판받게 되었다.
2023년 11월, 헌법재판소 윤리위원회(MKMK)는 안와르 우스만이 2023년 10월에 있었던 법 제정에 대한 사건을 다루는 동안, 심각한 윤리 위반을 저질렀음을 판결하였다. 그의 행동으로 인해, 헌법재판소는 안와르를 대법원장을 해임하라고 명령하였다. 그러나 헌법제판소는 2023년 10월 판결에 대한 취소, 수정, 검토 요청을 받아들이지 않았다.
이후 기브란은 인도네시아 국방부 장관인 프라보워 수비안토의 러닝메이트가 되었으며, 2024년 선거에서 프라보워는 대통령이 되고, 기브란은 차기 부통령이 되었다.

## 시위

### 정치적 시위
'긴급경보' 메시지의 확산은 여러 인도네시아 지역에서의 집회 참여를 위한 소집 알람으로 사용되었다. 많은 인도네시아 도시들 속에서 이러한 시위는 주로 각 지역의 대학생에 의하여 시작되었다. 그러나 시간이 흐르면서 이 시위는 점점 더 폭력적으로 바뀌기 시작하였으며, 학생들은 지자체 건물을 점거하기도 하였다.

### 온라인 운동
조코 위도도의 정치 가문에 반하는 시위로써, 일부 소셜 미디어 사용자들과 집회인들은 조코위를 그의 태어났을 때 이름인 '물료노'(Mulyono)로 호칭하였는데, 이는 자와 전통의 루와탄(ruwatan) 의식에서 병을 물리치고자 바뀐 것이다. 이러한 행동은 데드네이밍과 유사한 것으로 표현될 수 있으며, 일부 네티즌들은 그것이 개명 전 이름의 주인에게 불운을 내릴 금기로 믿고 있다. 일부 네티즌들과 집회인들은 조코 위도도를 가부장적인 사람을 조롱하기 위하여 '연약한 남성성'을 통해 전자적이거나 인쇄된 시위 예술로써 임신한 남성 임신 밈으로 욕하기도 하였다.

### 내용주
1. ↑  '기만'을 뜻하는 'akal-akalan'의 변형된 표기. 인도네시아어에서 첩어 형식으로 된 단어는 가끔씩 '(단어)2' 형태로 줄여지기도 한다.
2. ↑  2011년 법령제정에 관한 법률 제7조, 제8조 및 제7법령의 제8조 해설(2011)에 따른 바임.[3]
3. ↑  법령제정에 관한 법률의 2011년 제7법령 제9조 제2항과 제9조 제1항에 따름.[3]